# Minaret de la mosquée Arasta
Le minaret de la mosquée Arasta (en albanais : Minarja e Arasta Xhamisë ; en serbe cyrillique : Минаре Араста џамије ; en serbe latin : Minare Arasta džamije) est situé dans la ville de Prizren, au Kosovo. Il a été construit au XVIe siècle. Il est inscrit sur la liste des monuments culturels de l'Académie serbe des sciences et des arts et sur celle des monuments culturels du Kosovo.

## Présentation

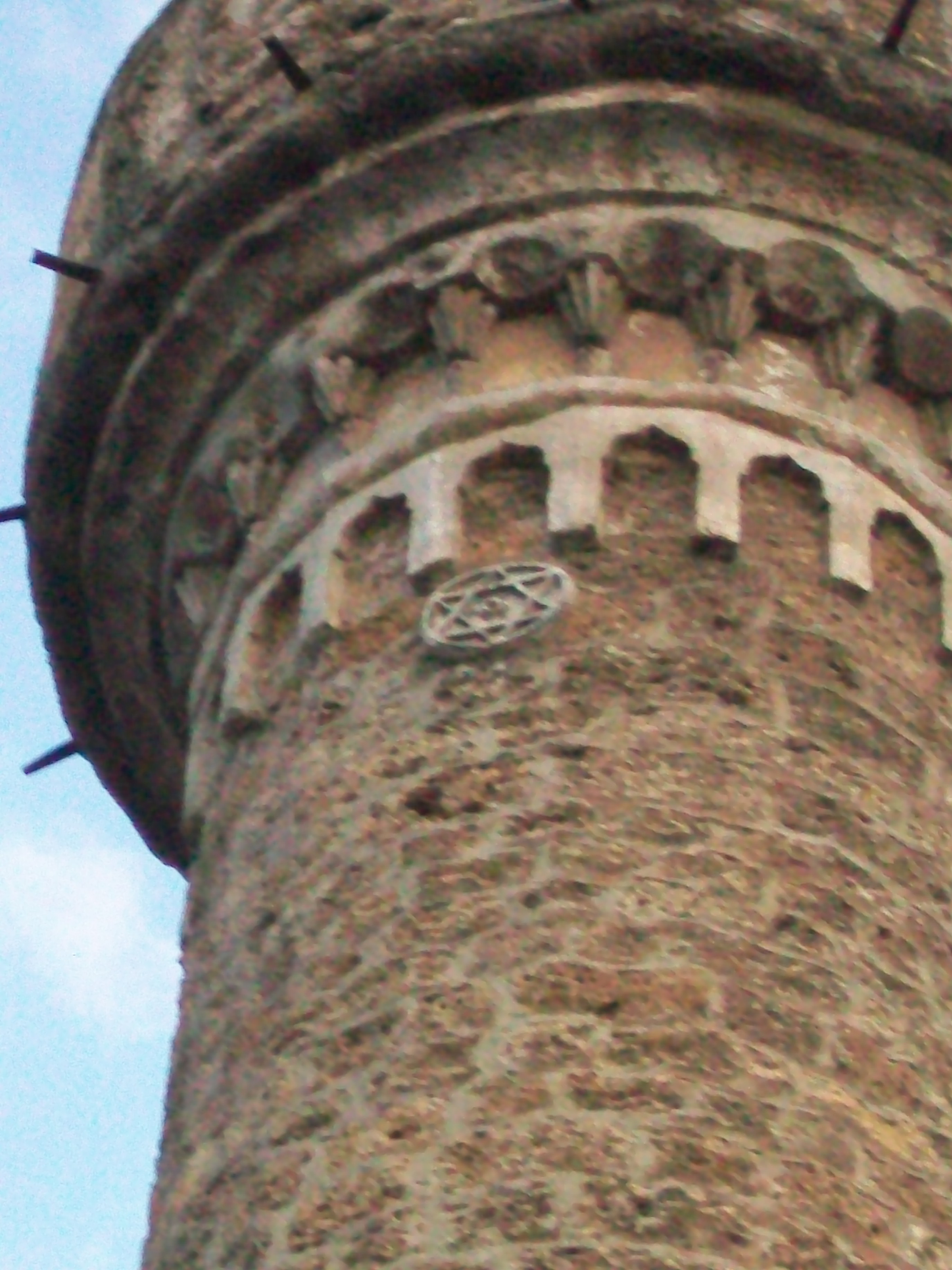
Détail du minaret avec un hexagramme